# Emile Ensberg

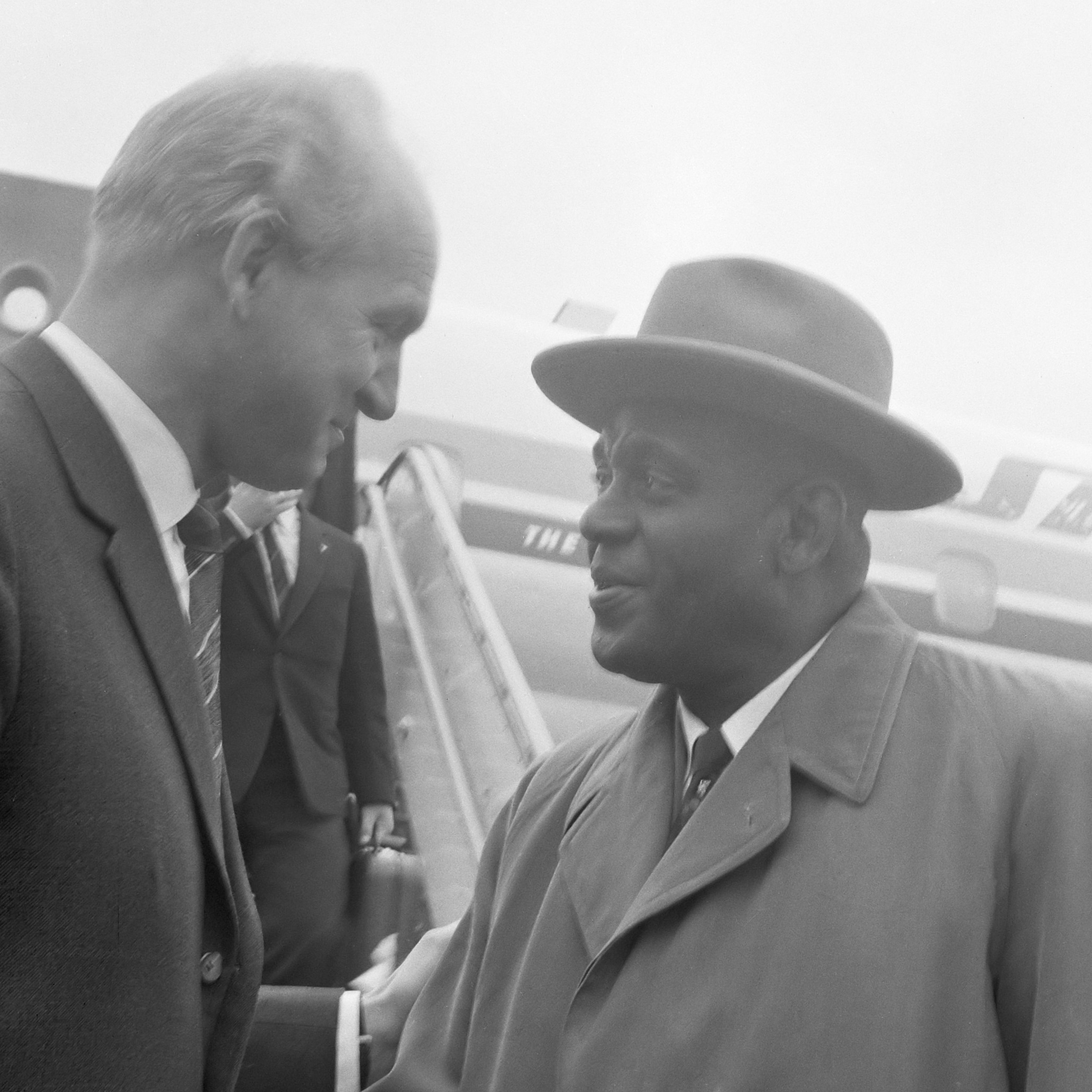
Emile Ensberg (rechts) in 1961

Emile Maximiliaan Leonard Ensberg (Paramaribo, 25 april 1905 –  aldaar, 25 november 1984) was een Surinaams politicus en minister.

## Biografie
Emile Ensberg werd geboren als zoon van de kleermaker Constantijn Marius Ensberg en Amalia Rudolphina Alexandrina Vyent. Hij bezocht de Mulo en studeerde af als jurist Algemeen Recht. Hij trad in dienst van de Surinaamse Overheid, waar hij een mooie carrière maakte. Hij was jarenlang hoofd van de Gewapende Politie, en achtereenvolgens landsminister van Justitie en Politie (1952-1955), landsminister van Sociale Zaken (1953-1955) en minister van Sociale Zaken en Volksgezondheid (1958-1963). Bij de algemene verkiezingen van 1958 haalde Ensberg 19.700 stemmen.
Later maakte hij deel uit van Raad van Advies van Ministers. Hij was lid van de NPS en als lid van de Staten van Suriname een van de toppers tijdens de regeringen-Pengel (1963-1969). Ensberg is ook nog waarnemend president geweest.
Ensberg was enkele jaren directeur van de Volkscredietbank (VCB) en hij was een vooraanstaand lid van de Evangelische Broedergemeente Suriname waarvoor hij zich bijzonder heeft ingezet.
Emile Ensberg was getrouwd met Jacoba Cornelia Lashley, uit dit huwelijk werden vijf kinderen geboren.